# Sarda (gènere)
Els bonítols (Sarda spp.) són diverses espècies de mitja grandària de peixos depredadors de la família dels escòmbrids, especialment el bonítol de l'oceà Atlàntic (Sarda sarda) i el de l'oceà Pacífic (Sarda chiliensis).

## Característiques
La carn de bonítol té una textura ferma i un color fosc. La carn d'un bonítol jove o petit pot ser d'un color més clar. Els bonítols tenen una quantitat moderada de greix.

## Usos
Els lloms de bonítol sec fumat en encenalls, anomenats katsuobushi, són freqüentment usats com a ingredient en la cuina japonesa i és l'ingredient principal del brou denominat dashi utilitzat àmpliament en aquesta cuina. De la mateixa forma en la cuina espanyola es preparen els lloms secs a l'aire, mostrant els seus lloms vermellosos.

## Taxonomia
- Sarda australis (Macleay, 1881).
- Sarda chiliensis (Cuvier, 1832).
  - Sarda chiliensis chiliensis (Cuvier, 1832).
  - Sarda chiliensis lineolata (Girard, 1858).
- Sarda orientalis (Temminck i Schlegel, 1844).
- Bonítol, Sarda sarda (Bloch, 1793)